# La Puta Opepé
La Puta Opepé est un groupe de hip-hop espagnol, originaire de Majorque. Il est formé en 1995 par Golpessito (MC), El Hermano L (La Gran L) (MC), Paddy Paquito (El Chino, Arcadio, Mariscal de Campo, Golpesito Rodríguez) (MC), Don Manolo (DJ) et Biyi comme producteur. Raggafla et Los Cuñaos Del Fonk sont les noms utilisés par les membres de la formation.

## Biografía
La Puta Opepé se forme au début des années 1990 sur la scène locale mêlant musiques urban, hip-hop, et reggae. En 1993, le groupe enregistre une première démo intitulée Esplendor en la yerba, suivi par La Gran L. En 1996, le groupe publie son premier album studio intitulé Vacaciones en el mar au label Yo Gano,. Deux ans plus tard, La Puta Opepe enregistre et publie un EP  intitulé Batalla de Cazalla, suivi en 2000 par La Puta Opepe Presenta Cunaos del Fonk en Chanelance publié chez Superego-Yo Gano. Ils ont également travaillé sur un projet commun avec 7 Notas 7 Colores appelé La Comunidad Guisante.
Le groupe se sépare en 2003 pour des « raisons stratégiques » comme l'explique Xino. En 2011, le retour du groupe est annoncé. Une décennie plus tard, le groupe se forme de nouveau et publie un EP intitulé Regreso al Futuro, un « retour aux sources ». La même année, ils collaborent avec Swan Fyahbwoy sur le titre Que le den. En 2016, le groupe fête les vingt années d'existence de son premier album Vacaciones en el mar.

## Discographie

### Albums studio
- 1996 : Esplendor en la yerba
- 1996 : Vacaciones en el mar
- 2013 : Regreso al Futuro

### Singles
- 1998 : Batalla de Cazalla (maxi single)
- 2000 : Los cuñaos remezclados (maxi single)
- 2002 : Josemari (maxi single avec Raggafla)

### Albums collaboratifs
- 2000 : Sifon y jerna (maxi single) (avec Los Cuñaos Del Fonk)
- 2000 : Chanelance (LP) (avec Los Cuñaos Del Fonk)
- 2002 : El Sistema (LP) (avec Raggafla)
- 2003 : Rmx (LP) (avec Raggafla)

## Collaborations
- 2000 : Dave Bee - Comunicologia Vol.2
- 2003 : compilation La Habana-Madrid, Flow Latino
- 2006 : El Puto Coke - Los Lunes Al Soul